# Liquid Zoo
Liquid Zoo è un album del gruppo statunitense 100 Monkeys, secondo in studio, pubblicato il 28 giugno 2011. L'album è stato anticipato dal singolo Wandering Mind.
Disponibile anche per il download digitale su Amazon e iTunes, rivede la presenza di due brani presenti nell'album precedente Live and Kickin Part One, The Fair e Made of Gold, quest'ultima tributo ad un loro amico scomparso.

## Tracce
Testi e musiche di 100 Monkeys.
1. The Fair – 3:08
2. The Sound – 4:24
3. Shy Water – 4:14
4. Time – 3:42
5. Wandering Mind – 2:12
6. Prayer – 3:45
7. Black Diamond – 8:05
8. Modern Times – 4:20
9. Made of Gold – 3:37
10. Invisible Monsters – 6:16
11. Devil Man – 2:31

## Stile
Nell'album si possono carpire le influenze musicali del gruppo come: Bob Marley, Elvis Presley e David Bowie.
The Sound è la tipica ballata estiva influenzata dai ritmi di New Orleans. In contrasto a questo brano c'è Shy Water che vede la presenza di un ritmo hawaiano con un qualcosa di Elvis Presley, nonostante questo continua ad aver uno stile moderno. La melodia molto calma e spensierata si mette in contrapposizione con il testo: "beh, ora, su quel portico di legno scricchiolante pensa a cosa hai perso, mentre qualche infermiera che non conosci ti porta bicchieri di carta pieni di pillole, beh la tua bella signorina ora è da qualche parte triste e ingrigita...che grande errore hai commesso."
L'intro delicata di Time trascina in un ritmo folk-rock molto intenso. In questa canzone è molto presente l'influenza di David Bowie. La velocità del ritmo accompagnato da un flauto riporta agli anni '70.
Wandering Mind, primo singolo estratto dall'album, è molto sperimentale ma piacevole nella sua combinazione di vari strumenti che sembrano competere tra di loro, ma nessuno eccelle mai su un altro. Prayer, invece, è molto più aggressiva e coinvolgente, come i cori che cantano: "Sono cannibali...divorano la loro strada verso la vita eterna".
Black Diamond è la canzone più jazz dell'album, molto intensa, con cori ed effetti al microfono che sono inquietanti e seducenti allo stesso tempo. Invisible Monsters, è la traccia con più sentimento dell'album, che riporta agli anni '60, arricchita con un testo poetico: "Ho scritto un sonetto sul muro con gli occhi".
L'album si conclude con Devil Man che suona come una canzone d'infanzia con sfumature country.

## Tour
In contemporanea all'uscita dell'album, il 28 giugno 2011 è partito il tour promozionale il "Liquid Zoo World Tour". Il tour, promozionato dall'House of Blues Entertainment, toccherà inizialmente solo città statunitensi. La prima data si è svolta a Cincinnati ed è proseguito con importanti città come Dallas, Chicago e San Francisco. Il tour è terminato a dicembre in Europa.
A riguardo della collaborazione con la band, l'addetta ai tour dell'House of Blues Entertainment, Tara Traub, ha commentato: "100 Monkeys sono un gruppo innovativo, un'eccitante giovane band con la quale prevediamo di lavorare a lungo. Fa parte del nostro continuo impegno far emergere e mettere in mostra nuove band e la loro musica nell'ambiente della House of Blues".
| Nord America     |                      |             |                        |
| 28 giugno 2011   | Cincinnati           | Stati Uniti | Bogarts                |
| 29 giugno 2011   | Indianapolis         | Stati Uniti | Egyptian Room          |
| 1º luglio 2011   | Minneapolis          | Stati Uniti | Triple Rock            |
| 2 luglio 2011    | Milwaukee            | Stati Uniti | Summer Fest            |
| 6 luglio 2011    | Detroit              | Stati Uniti | St. Andrew's           |
| 7 luglio 2011    | Chicago              | Stati Uniti | House of Blues         |
| 8 luglio 2011    | Cleveland            | Stati Uniti | House of Blues         |
| 9 luglio 2011    | Toronto              | Canada      | Mub Club               |
| 11 luglio 2011   | Montréal             | Canada      | La Sala Rossa          |
| 12 luglio 2011   | Boston               | Stati Uniti | Brighton Music Hall    |
| 14 luglio 2011   | Filadelfia           | Stati Uniti | TLA                    |
| 16 luglio 2011   | New York             | Stati Uniti | Gramercy Theater       |
| 17 luglio 2011   | Asbury Park          | Stati Uniti | Stone Pony             |
| 19 luglio 2011   | Allentown            | Stati Uniti | Crocodile Rock         |
| 20 luglio 2011   | Baltimora            | Stati Uniti | Bourbon Street         |
| 21 luglio 2011   | Norfolk              | Stati Uniti | Norva                  |
| 22 luglio 2011   | Charlotte            | Stati Uniti | Fillmore               |
| 23 luglio 2011   | N. Myrtle Beach      | Stati Uniti | House of Blues         |
| 25 luglio 2011   | Nashville            | Stati Uniti | Exit In                |
| 26 luglio 2011   | Atlanta              | Stati Uniti | The Loft               |
| 28 luglio 2011   | Tampa                | Stati Uniti | Orpheum                |
| 29 luglio 2011   | Lake Buena Vista     | Stati Uniti | House of Blues         |
| 30 luglio 2011   | Fort Lauderdale      | Stati Uniti | Revolution             |
| 31 luglio 2011   | Jacksonville         | Stati Uniti | Jack Rabbits           |
| 2 agosto 2011    | Birmingham           | Stati Uniti | Work Play              |
| 4 agosto 2011    | New Orleans          | Stati Uniti | House of Blues         |
| 5 agosto 2011    | Houston              | Stati Uniti | House of Blues         |
| 6 agosto 2011    | Dallas               | Stati Uniti | House of Blues         |
| 7 agosto 2011    | Austin               | Stati Uniti | Emo's                  |
| 9 agosto 2011    | Tulsa                | Stati Uniti | Cain's Ballroom        |
| 10 agosto 2011   | St. Louis            | Stati Uniti | The Pageant            |
| 11 agosto 2011   | Kansas City          | Stati Uniti | Beaumont Club          |
| 13 agosto 2011   | Denver               | Stati Uniti | Marquis Theatre        |
| 14 agosto 2011   | Colorado Springs     | Stati Uniti | Black Sheep            |
| 16 agosto 2011   | Salt Lake City       | Stati Uniti | The Grand Room         |
| 19 agosto 2011   | Vancouver            | Canada      | Venue                  |
| 20 agosto 2011   | Spokane              | Stati Uniti | The Knitting Factory   |
| 21 agosto 2011   | Portland             | Stati Uniti | Wonder Ballroom        |
| 23 agosto 2011   | San Francisco        | Stati Uniti | The Fillmore           |
| 25 agosto 2011   | Los Angeles          | Stati Uniti | El Rey Theatre         |
| 27 agosto 2011   | Anaheim              | Stati Uniti | The House of Blues     |
| 28 agosto 2011   | San Diego            | Stati Uniti | The House of Blues     |
| Europa           |                      |             |                        |
| 28 novembre 2011 | Stoccolma            | Svezia      | Klubben                |
| 29 novembre 2011 | Copenaghen           | Danimarca   | Vega Musikkens Hus     |
| 30 novembre 2011 | Berlino              | Germania    | Magnet Club            |
| 1º dicembre 2011 | Amburgo              | Germania    | Molotow                |
| 2 dicembre 2011  | Francoforte sul Meno | Germania    | Nachtleben             |
| 3 dicembre 2011  | Parigi               | Francia     | New Morning            |
| 6 dicembre 2011  | Lione                | Francia     | Transbordeur           |
| 7 dicembre 2011  | Strasburgo           | Francia     | La Latiere             |
| 8 dicembre 2011  | Colonia              | Germania    | Luxor                  |
| 9 dicembre 2011  | Amsterdam            | Paesi Bassi | Melkweg Oude Zaal      |
| 10 dicembre 2011 | Lilla                | Francia     | Le Splendid            |
| 12 dicembre 2011 | Manchester           | Regno Unito | Club Academy           |
| 13 dicembre 2011 | Glasgow              | Regno Unito | King Tut's Wah Wah Hut |
| 14 dicembre 2011 | Birmingham           | Regno Unito | The Temple             |
| 15 dicembre 2011 | Londra               | Regno Unito | O2 Islington Academy   |
| 16 dicembre 2011 | Londra               | Regno Unito | O2 Islington Academy   |

Fonti: